# Саро (Франция)
Саро́ (фр. Çaro) — коммуна во Франции, находится в регионе Аквитания. Департамент — Атлантические Пиренеи. Входит в состав кантона Монтань-Баск. Округ коммуны — Байонна.
Код INSEE коммуны — 64166.

## География

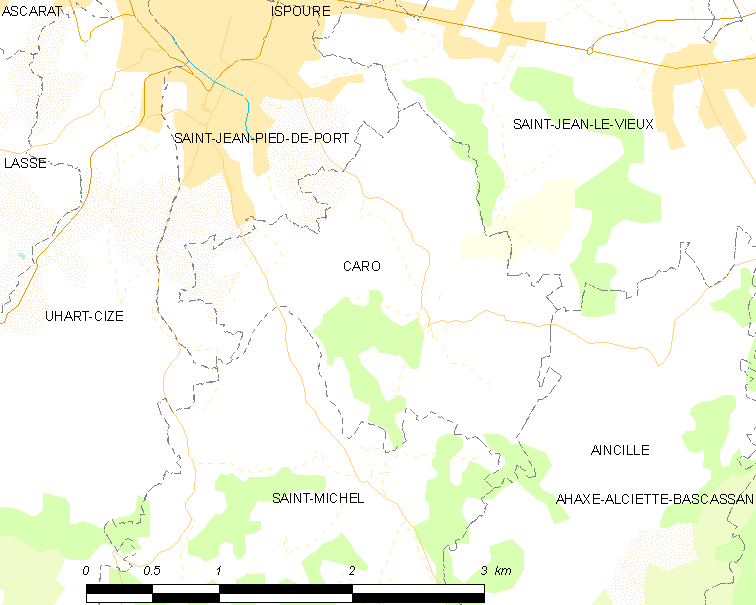
Карта коммуны

Коммуна расположена приблизительно в 700 км к юго-западу от Парижа, в 195 км южнее Бордо, в 75 км к западу от По.
На западе коммуны протекает река Нив.

### Климат
Климат тёплый океанический. Зима мягкая, средняя температура января — от +5°С до +13°С, температуры ниже −10 °C бывают редко. Снег выпадает около 15 дней в году с ноября по апрель. Максимальная температура летом порядка 20-30 °C, выше 35 °C бывает очень редко. Количество осадков высокое, порядка 1100 мм в год. Характерна безветренная погода, сильные ветры очень редки.

## Население
Население коммуны на 2010 год составляло 184 человека.
| 1962 | 1968 | 1975 | 1982 | 1990 | 1999 | 2010 |
| ---- | ---- | ---- | ---- | ---- | ---- | ---- |
| 170  | 140  | 122  | 134  | 145  | 147  | 184  |

## Администрация
| Период | Период | Фамилия        | Партия | Примечания |
| ------ | ------ | -------------- | ------ | ---------- |
| 2001   | 2020   | Робер Гарикоиц |        |            |

## Экономика
В 2010 году среди 116 человек трудоспособного возраста (15-64 лет) 82 были экономически активными, 34 — неактивными (показатель активности — 70,7 %, в 1999 году было 67,3 %). Из 82 активных жителей работали 76 человек (38 мужчин и 38 женщин), безработных было 6 (3 мужчин и 3 женщины). Среди 34 неактивных 6 человек были учениками или студентами, 19 — пенсионерами, 9 были неактивными по другим причинам.

## Достопримечательности
- Церковь Св. Мартина (среднее средневековье)[4]

## Фотогалерея

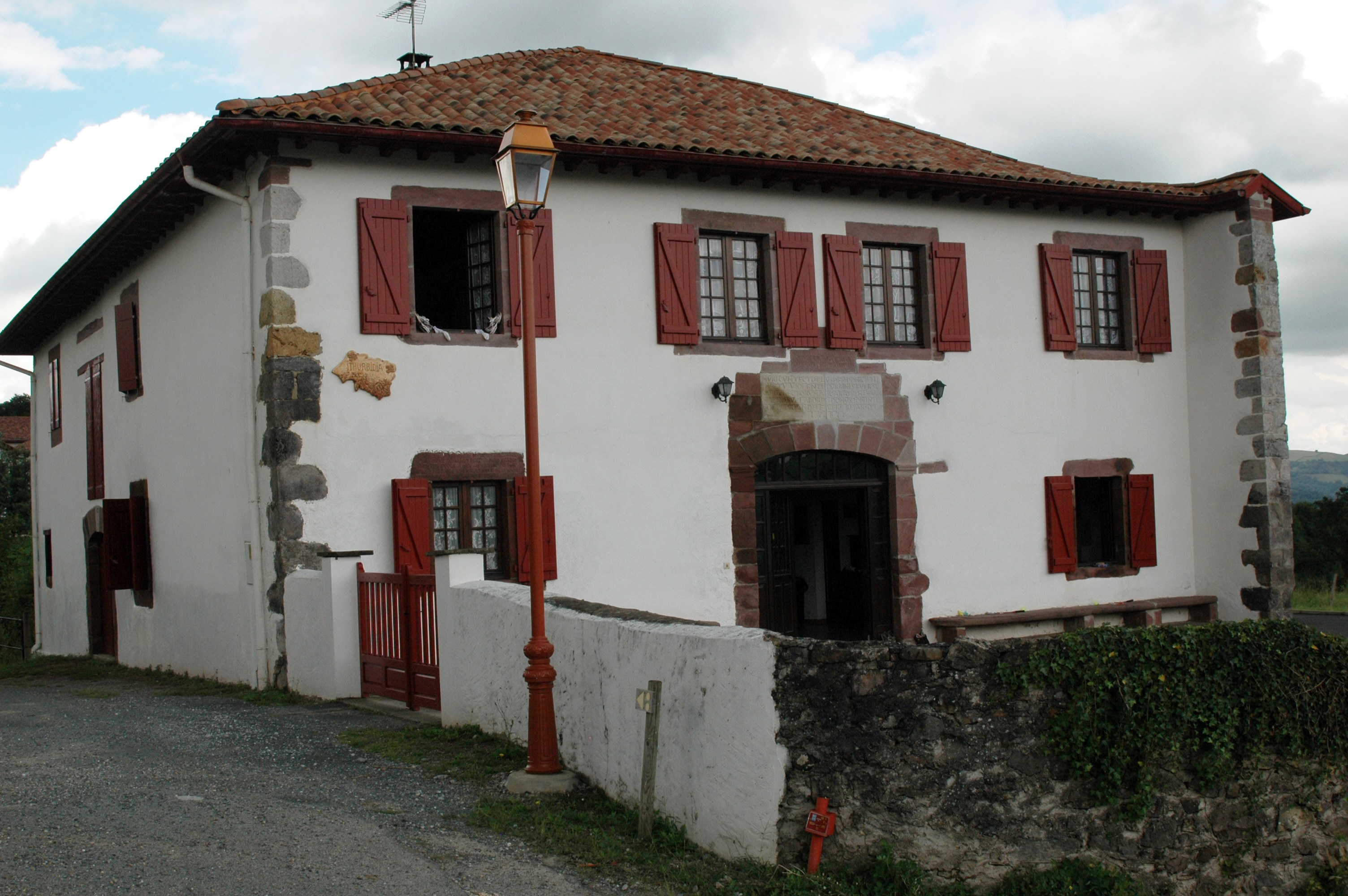
Ферма
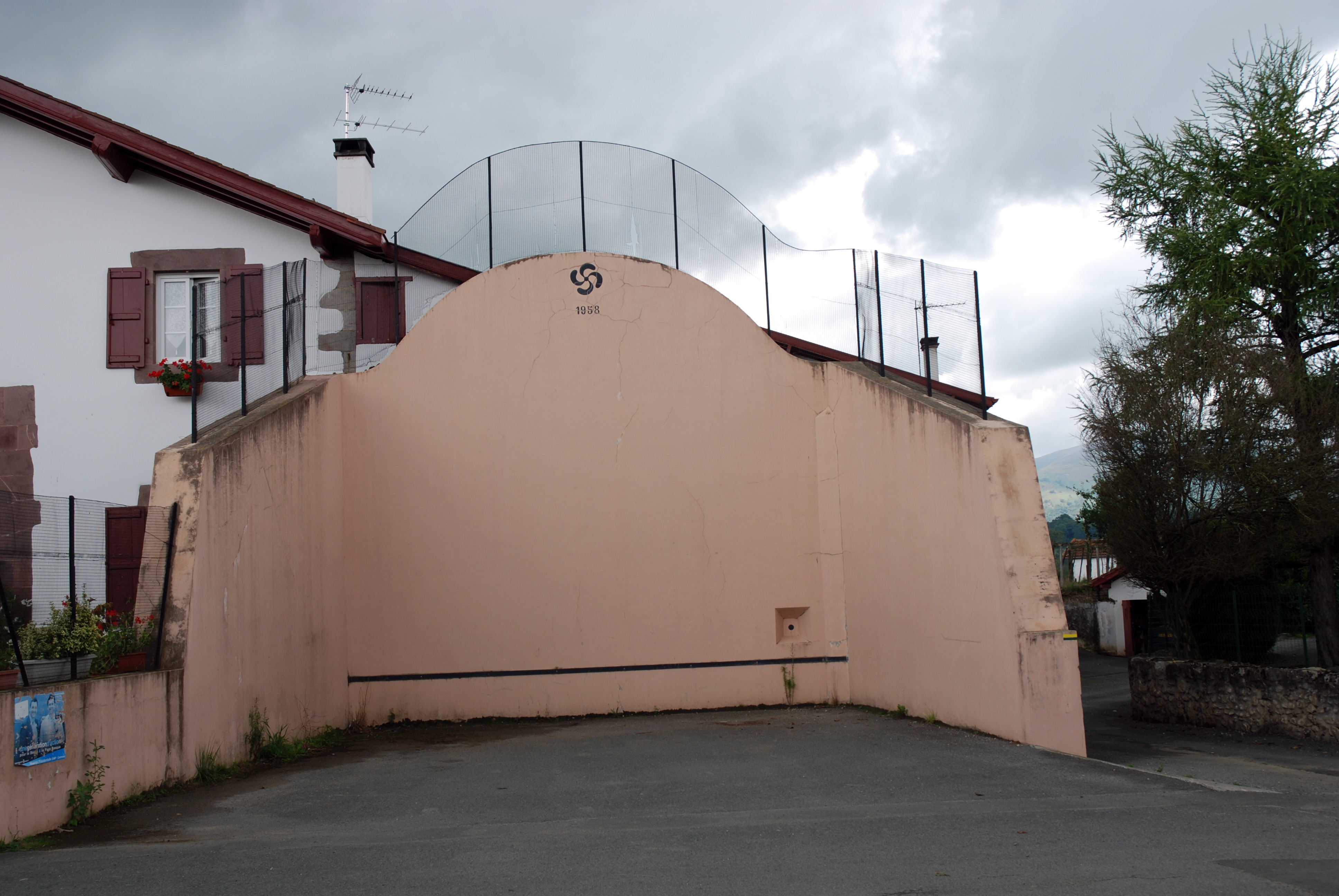
Фронтон (площадка для игры в пелоту)
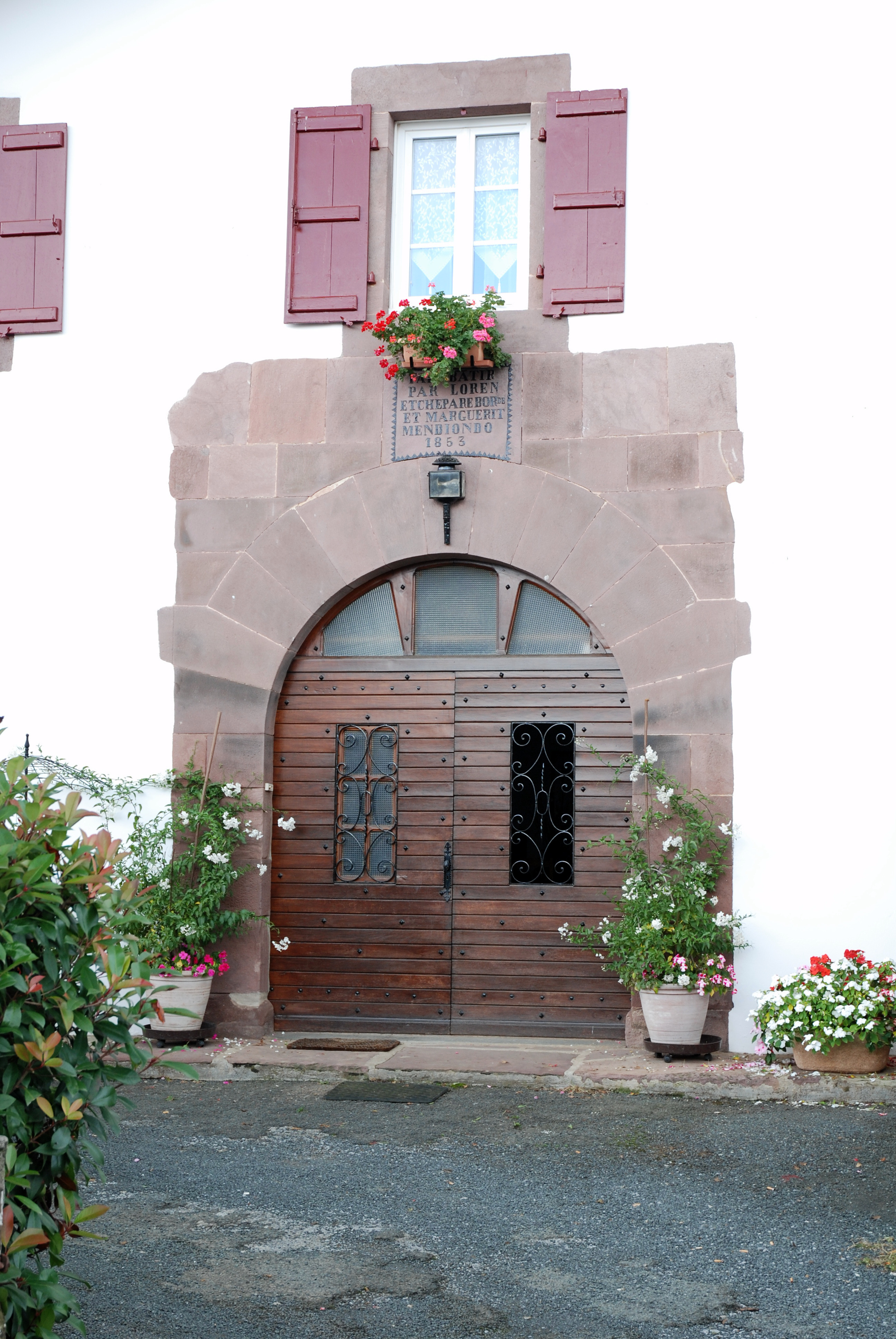
Двери
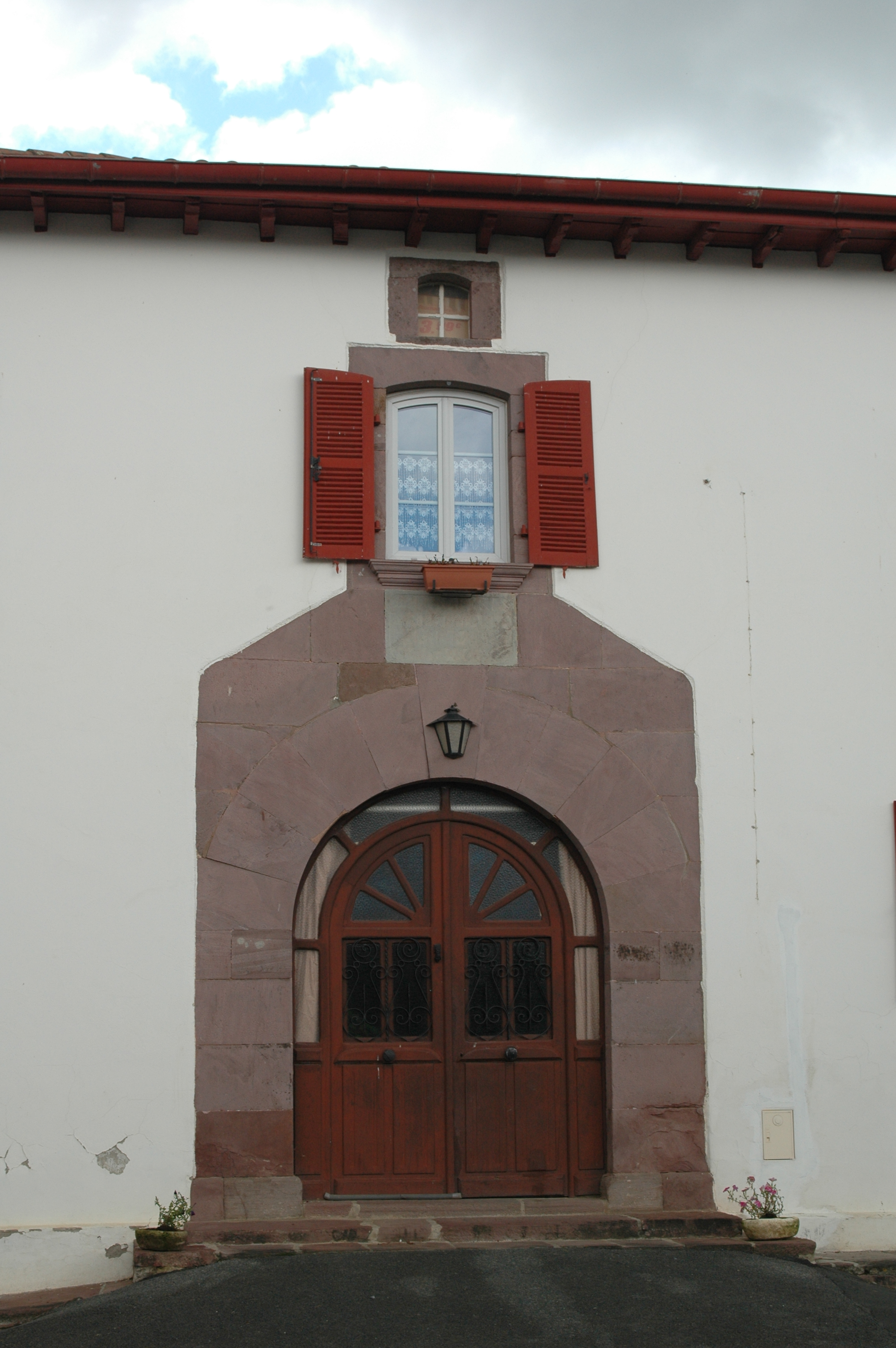
Двери